# 开发区站
开发区站位于中华人民共和国辽宁省大连市金州区辽河西路与龙滨路交叉口，是大连地铁3号线的地铁车站，于2003年5月1日随3号线一期开通启用。本站是3号线主线与九里支线的换乘车站，同时由于13号线与3号线支线贯通，本站也是13号线贯通列车的终点站。
车站名称“开发区”是大连经济技术开发区的简称。

## 位置
本站位于金州新区辽河西路与龙滨路路口西南侧，辽河西路东南侧。

## 车站结构
本站为一岛两侧混合式站台高架站。

### 车站楼层
| 地上二层          | 3号线及支线站台 | \| 側式 · 開右邊车门 \| \| \| \| \| \| █ 3号线支线落客 \| \| \| \| █ 3号线支线往九里及普兰店振兴街（通世泰） \| \| 島式 · 開右邊车门 \| \| \| \| \| \| █ 3号线往大连站（金马路） \| \| \| \| █ 3号线往金石滩（保税区） \| \| 側式 · 開右邊车门 \| \| \| |
| 地面              | 出入口及站厅    | 客服中心、自动售票机、验票机 |
| 側式 · 開右邊车门 |                 | |
|                   |                 | █ 3号线支线落客 |
|                   |                 | █ 3号线支线往九里及普兰店振兴街（通世泰） |
| 島式 · 開右邊车门 |                 | |
|                   |                 | █ 3号线往大连站（金马路） |
|                   |                 | █ 3号线往金石滩（保税区） |
| 側式 · 開右邊车门 |                 | |

## 车站出口
本站设有2个出入口，均位于辽河西路旁。
| 出口编号 | 出口指示 | 建议前往的目的地                                                             |
| -------- | -------- | ---------------------------------------------------------------------------- |
| 出口 · A |          | 辽河西路、绿色新苑、山海公园、炮台山公园、融通大厦                           |
| 出口 · B |          | 五彩城、匠成广场、大连艺术学院、开发区汽车站、大连医大一院三部、安盛购物广场 |

## 附近公交线路
开发区1路、开发区4路、开发区7路、开发区8路、开发区11路、开发区12路、开发区15路、昌赫801路、昌赫802路、昌赫806路、昌赫807路公交车。

## 历史
2023年8月10日，大连地铁吉祥物“连仔”出现在本站，同工作人员一起开展文明乘车宣传活动。